# テクサーカナ・ユニオン駅
テクサーカナ・ユニオン駅 （英語： Texarkana Union Station ）は、アメリカ合衆国アーカンソー州テクサーカナ イースト・フロント・ストリート100にある駅。全米各地を結ぶ旅客鉄道のアムトラックが乗り入れている。

## 概要
テクサーカナ・ユニオン駅はアーカンソー州テクサーカナとテキサス州テクサーカナの丁度、州境に位置している。待合室や切符売り場がある駅舎の東側はアーカンソー州である。列車は両州に跨って停車する。
ユニオン駅の旧駅舎はミズーリ・パシフィック鉄道（MOPAC）とテキサス・アンド・パシフィック鉄道によって1888年に建設された。セントルイス・サウスイースタン鉄道は1908年にも乗り入れ、駅の改修にかなりの金額を費やした。1913年に、セントルイス・サウスイースタン鉄道は、駅の区分所有者となった。セントルイス・サウスイースタン鉄道、ミズーリ・パシフィック鉄道、テキサス・アンド・パシフィック鉄道、カンザス・シティ・サザン鉄道は近代的な共同使用駅を建設・運営する組合を作った。この事業は有価証券を売却した166万7,000ドルの費用で賄われた。1930年5月12日、テクサーカナ商工会議所は定礎式を後援した。駅舎は約4,088平方メートルの堂々としたルネッサンスリバイバル様式である。駅は1978年に国家歴史登録財に登録された。
アムトラックは、1974年までテクサーカナに運行する列車はなかった。アムトラックにとって待合室や切符売り場が移動制限者にとって使用するには問題があり、また、駅舎も大きすぎた。そのため、現在アムトラックは駅舎の端の旧荷物取扱室を改装し待合室や切符売り場として使用している。ミズーリ・パシフィック鉄道の旅客列車が廃止された1971年以来、ユニオン駅の主待合室は使用されていない。当駅は全米のいくつかの個人所有の駅の一つである。

## 利用可能な鉄道路線／列車
アムトラックの停車する列車は下記の通り。
シカゴとサンアントニオ / ロサンゼルス間の夜行長距離列車テキサス・イーグル号 …1日1往復停車
※南行列車のシカゴ（日・火・金）出発便はサンアントニオでサンセット・リミテッド号と併結され、ロサンゼルス行きとなる。シカゴとサンアントニオ間は毎日運転。北行列車のロサンゼルス（日・水・金）出発便はサンアントニオまでサンセット・リミテッド号と併結され、同駅で切り離し。サンアントニオとシカゴ間は毎日運転。

## バス
当駅から乗車できるバスは以下の通り。
路線バス テクサーカナ・アーバン・トランジット・ディストリクト (T-LINE) 

## 参考資料
- Great American Stations 「Texarkana, AR (TXA)」